# Psammopsyllus imamurai
Psammopsyllus imamurai is een eenoogkreeftjessoort uit de familie van de Leptopontiidae. De wetenschappelijke naam van de soort is voor het eerst geldig gepubliceerd in 1972 door Kikuchi Y..